# Liste der Baudenkmäler in Neuburg am Inn
Auf dieser Seite sind die Baudenkmäler in der niederbayerischen Gemeinde Neuburg am Inn zusammengestellt. Diese Tabelle ist eine Teilliste der Liste der Baudenkmäler in Bayern. Grundlage ist die Bayerische Denkmalliste, die auf Basis des Bayerischen Denkmalschutzgesetzes vom 1. Oktober 1973 erstmals erstellt wurde und seither durch das Bayerische Landesamt für Denkmalpflege geführt wird. Die folgenden Angaben ersetzen nicht die rechtsverbindliche Auskunft der Denkmalschutzbehörde.

## Baudenkmäler nach Ortsteilen

### Neuburg
| Lage                             | Objekt                        | Beschreibung | Akten-Nr.      | Bild                   |
| -------------------------------- | ----------------------------- | --- | -------------- | ---------------------- |
| Am Burgberg (Standort)           | Burgruine Frauenhaus          | Ehemalige ringförmige Höhenburg auf einem Felssporn südlich des Schlosses, Reste des Turmhauses und einer Randbebauung, 14. Jahrhundert | D-2-75-133-2   | Burgruine Frauenhaus   |
| Am Burgberg (Standort)           | Schlossgarten                 | Eingefriedete Barockanlage mit Sprenggiebelportal von 1708, Brunnen und Gartenfiguren, Grottenpavillon, 1673–74 von Giovanni Battista Carlone und Giorgio Spazzo Sogenannter Doppelter Herrgott, monumentale, doppelseitige Ecce-Homo-Figur aus Kalkstein, 1675 von Johann Peter Spatz | D-2-75-133-100 | weitere Bilder         |
| Am Burgberg 2, 4, 8 (Standort)   | Schloss Neuburg               | Vorburg, trapezförmige Anlage mit Torturm, drei Befestigungstürmen und Wohntrakten, im Kern 14. Jahrhundert, an der Nordseite Graben; Hauptschloss, durch tiefen Halsgraben von der Vorburg getrennt; Brücke, frühes 18. Jahrhundert, Tor 1484, daneben Hauptturm (Bergfried), mittelalterlich; Wohnbauten an der Ostseite des Schlosshofes nach 1310, Ausbauten vom 16. bis zum 18. Jahrhundert, mit Räumen der Renaissance und des Barock und mit Schlosskapelle; südliche Wohnbauten als Ruine erhalten, nach 1310; (westliche Trakte abgetragen); Zwingeranlage an der Westseite des Schlosses, mit Rest des sogenannten Wildbades, um 1530 | D-2-75-133-1   | weitere Bilder         |
| Am Burgberg 5 (Standort)         | Hoftaverne                    | Zweigeschossiger und traufständiger Halbwalmdachbau mit Zwerchhaus, nach Osten Doppelgiebel mit Halbwalmdächern, im Kern wohl 16. Jahrhundert, nach 1810 in die heutige Form gebracht | D-2-75-133-3   | weitere Bilder         |
| Am Burgberg 10 (Standort)        | Wohnhaus                      | Zweigeschossiger Blockbau mit Schopfwalmdach, verschaltem Giebel und zweiseitig umlaufendem Schrot, 2. Hälfte 18. Jahrhundert | D-2-75-133-4   | Wohnhaus               |
| Am Burgberg 12 (Standort)        | Wohnhaus                      | Zweigeschossiger, verputzter Blockbau mit vorschießendem Halbwalmdach und verschaltem Giebel, 2. Hälfte 18. Jahrhundert | D-2-75-133-5   | Wohnhaus               |
| Am Burgberg 13 (Standort)        | Gasthaus Ritzer               | Zweigeschossiger und giebelständiger Schopfwalmdachbau mit Putzgliederungen, bezeichnet 1706 | D-2-75-133-7   | Gasthaus Ritzer        |
| Am Burgberg 14 (Standort)        | Wohnhaus                      | Zweigeschossiger und giebelständiger Halbwalmdachbau, bezeichnet 1663 und 1674 | D-2-75-133-6   | Wohnhaus               |
| Am Burgberg 17 (Standort)        | Wohnhaus                      | Zweigeschossiger und traufständiger, teilweise versteinerter Obergeschoss-Blockbau mit Traufschrot und Giebelverschalung, 18. Jahrhundert | D-2-75-133-8   | Wohnhaus               |
| Am Burgberg 18 (Standort)        | Kleinbauernhaus               | Zweigeschossiger und giebelständiger Obergeschoss-Blockbau mit vorschießendem Satteldach, Giebeltenne und -schrot, 2. Hälfte 18. Jahrhundert | D-2-75-133-9   | Kleinbauernhaus        |
| Schärdinger Straße 2 (Standort)  | Ehemaliges Amtsgebäude        | Jetzt Bauernhof, zweiflügeliger und zweigeschossiger Walmdachbau mit Hofeinfahrt und klassizistischer Putzgliederung, erbaut 1792 | D-2-75-133-10  | Ehemaliges Amtsgebäude |
| Schärdinger Straße 10 (Standort) | Ehemaliges Zollhaus           | Zweigeschossiger und giebelständiger Blockbau mit Halbwalmdach und Giebelschrot, Erdgeschoss rückseitig versteinert, 2. Hälfte 18. Jahrhundert | D-2-75-133-11  | Ehemaliges Zollhaus    |
| Schärdinger Straße 18 (Standort) | Ehemalige Krämerei            | Origineller zweigeschossiger und giebelständiger Satteldachbau mit abgeschrägter Giebelseite und feinem Stuckdekor, bezeichnet 1853 | D-2-75-133-12  | Ehemalige Krämerei     |
| Schärdinger Straße 26 (Standort) | Wohnhaus                      | Zweigeschossiger, traufständiger und teilweise verschindelter Blockbau mit vorschießendem Satteldach, 1. Hälfte 18. Jahrhundert | D-2-75-133-13  | Wohnhaus               |
| Schärdinger Straße 35 (Standort) | Wohnhaus                      | Alter Hausteil, zweigeschossiger und giebelständiger Blockbau mit vorschießendem Satteldach, leicht vorkragendem Obergeschoss und Traufschrot, 1. Hälfte 18. Jahrhundert | D-2-75-133-14  | Wohnhaus               |
| Johannesholz (Standort)          | Grotte zur Hl. Dreifaltigkeit | Lourdesgrotte mit Madonna, mittig in quadratischem Wasserbecken, um 1890 | D-2-75-133-96  | weitere Bilder         |

### Berndlfriedl
| Lage                      | Objekt                       | Beschreibung | Akten-Nr.     | Bild                         |
| ------------------------- | ---------------------------- | --- | ------------- | ---------------------------- |
| Kapellenweg 15 (Standort) | Wohnhaus eines Vierseithofes | Zweigeschossiger, teilweise verschindelter Obergeschoss-Blockbau mit vorschießendem Satteldach, 1. Drittel 19. Jahrhundert | D-2-75-133-64 | Wohnhaus eines Vierseithofes |

### Bramer
| Lage                   | Objekt     | Beschreibung                                                                              | Akten-Nr.     | Bild       |
| ---------------------- | ---------- | ----------------------------------------------------------------------------------------- | ------------- | ---------- |
| Kapellenweg (Standort) | Wegkapelle | Rechteckiges, offenes Gehäuse mit Flachsatteldach, Mitte 19. Jahrhundert; mit Ausstattung | D-2-75-133-65 | Wegkapelle |

### Dobl
| Lage                                  | Objekt         | Beschreibung | Akten-Nr.     | Bild           |
| ------------------------------------- | -------------- | --- | ------------- | -------------- |
| Dobl 1 (Standort)                     | Vierseithof    | Vierseithof, 1. Hälfte 19. Jahrhundert Wohnhaus, zweigeschossiger und traufständiger, teilweise verschindelter Obergeschoss-Blockbau mit traufseitig vorkragendem Satteldach und Traufschrot Stall mit Traidkasten, Obergeschoss-Blockbau mit Traufschrot und traufseitig vorkragendem Satteldach Remise, Ständerbau mit Durchfahrt und traufseitig vorkragendem Satteldach | D-2-75-133-15 | Vierseithof    |
| Dobl 3 (Standort)                     | Mittertennhaus | Mittertennbau, gegliederter zweigeschossiger und traufständiger Blockbau mit vorschießendem Satteldach und Giebelschrot, 1. Drittel 19. Jahrhundert | D-2-75-133-17 | Mittertennhaus |
| In Dobl; bei Haus Nummer 3 (Standort) | Kapelle        | Gehäuse mit Flachsatteldach und stichbogiger Öffnung, 2. Hälfte 19. Jahrhundert | D-2-75-133-19 | Kapelle        |

### Dommelstadl
| Lage                           | Objekt                                     | Beschreibung | Akten-Nr.     | Bild                       |
| ------------------------------ | ------------------------------------------ | --- | ------------- | -------------------------- |
| Graf-Tiemo-Straße 5 (Standort) | Ehemals Bauernhaus                         | Zweigeschossiger und giebelständiger Obergeschoss-Blockbau mit vorschießendem Flachsatteldach und seitlichem Schupfen unter Pultdach, 2. Hälfte 18. Jahrhundert | D-2-75-133-21 | Ehemals Bauernhaus         |
| Neufelserstraße 5 (Standort)   | Wohnhaus des Vierseithofes                 | Zweigeschossiger und traufständiger Blockbau mit vorschießendem Satteldach und giebelseitigem Gusseisenbalkon, wohl 1. Hälfte 18. Jahrhundert | D-2-75-133-22 | Wohnhaus des Vierseithofes |
| Passauer Straße 18 (Standort)  | Bauernhaus                                 | Ehemals Wohnstallhaus und Bäckerei, zweigeschossiger und giebelständiger Satteldachbau, Fassade mit Putzdekor, Ende 19. Jahrhundert Stallstadel mit Hofeinfahrt, giebelständiger Satteldachbau mit Bändergliederung, 2. Hälfte 19. Jahrhundert. (Anmerkung: Zustand nach umfangreichen Renovierungs- und Sanierungsmaßnahmen in den Jahren 2020 und 2021) | D-2-75-133-23 | weitere Bilder             |
| Passauer Straße 23 (Standort)  | Katholische Pfarrkirche Hl. Dreifaltigkeit | Nach Süden gerichtete Dreikonchenanlage mit Dachreiter und Schaufassade mit Dreiecksgiebel, Ädikula und Kolossalordnung, 1747–51 von Severin Goldberger, Philipp Jakob Köglsperger und Johann Michael Schneitmann; mit Ausstattung | D-2-75-133-20 | weitere Bilder             |
| Passauer Straße 27 (Standort)  | Wohnhaus                                   | Zweigeschossiger und giebelständiger Obergeschoss-Blockbau mit steilem Schopfwalmdach, 1. Drittel 19. Jahrhundert | D-2-75-133-24 | Wohnhaus                   |
| Steinleitnerweg 8 (Standort)   | Ehemals Bauernhaus                         | Zweigeschossiger und giebelständiger, teilweise versteinerter Blockbau mit vorschießendem Flachsatteldach und Traufschrot, bezeichnet 1795 | D-2-75-133-25 | Ehemals Bauernhaus         |

### Eglsee
| Lage                 | Objekt      | Beschreibung | Akten-Nr.     | Bild        |
| -------------------- | ----------- | --- | ------------- | ----------- |
| Eglsee 45 (Standort) | Vierseithof | Wohnhaus, zweigeschossiger und giebelständiger, modern verschindelter Obergeschoss-Blockbau mit vorschießendem Flachsatteldach und Giebelschroten, bezeichnet 1803 Ostflügel, zweigeschossiger Schopfwalmdachbau mit Stall und Heuboden, 2. Viertel 19. Jahrhundert Westflügel, Remise und Traidboden, verschalter Ständerbau mit traufseitig vorkragendem Frackdach, gleichzeitig Südflügel, Stallstadel mit Heuboden, teilweise massiver Ständerbau mit Frackdach und stichbogigen Öffnungen, gleichzeitig | D-2-75-133-26 | Vierseithof |

### Fürstdobl
| Lage                    | Objekt         | Beschreibung | Akten-Nr.     | Bild           |
| ----------------------- | -------------- | --- | ------------- | -------------- |
| Fürstdobl 11 (Standort) | Mittertennhaus | Zweigeschossiger und traufständiger, teilweise verkleideter Obergeschoss-Blockbau mit Traufschrot und vorschießendem Satteldach, Mitte 19. Jahrhundert, Dach aufgesteilt | D-2-75-133-27 | Mittertennhaus |

### Grünet
| Lage                 | Objekt                              | Beschreibung | Akten-Nr.     | Bild                                |
| -------------------- | ----------------------------------- | --- | ------------- | ----------------------------------- |
| Grünet 3 (Standort)  | Mühlenhaus der ehemaligen Högnmühle | Giebelständiger Ständerbau auf hohem Bruchsteinsockel, mit vorschießendem Satteldach, bezeichnet 1902, mit Abschnitt des Mühlkanals | D-2-75-133-30 | Mühlenhaus der ehemaligen Högnmühle |
| Grünet 4 (Standort)  | Wohnhaus eines Dreiseithofes        | Zweigeschossiger und traufständiger, teilweise versteinerter Blockbau mit vorschießendem Satteldach, 18./19. Jahrhundert            | D-2-75-133-31 | Wohnhaus eines Dreiseithofes        |
| Grünet 9 (Standort)  | Wohnhaus eines Vierseithofes        | Zweigeschossiger Blockbau mit vorschießendem Satteldach und zwei Giebelschroten, 1. Hälfte 19. Jahrhundert                          | D-2-75-133-33 | Wohnhaus eines Vierseithofes        |
| Grünet 10 (Standort) | Wohnhaus eines Vierseithofes        | Zweigeschossiger und firstparalleler Walmdachbau, wohl 2. Hälfte 19. Jahrhundert                                                    | D-2-75-133-34 | Wohnhaus eines Vierseithofes        |
| Grünet 26 (Standort) | Wohnteil eines Einfirsthofes        | Zweigeschossiger und giebelständiger Obergeschoss-Blockbau mit vorschießendem Flachsatteldach, 1. Drittel 19. Jahrhundert           | D-2-75-133-36 | Wohnteil eines Einfirsthofes        |

### Höch
| Lage                          | Objekt                         | Beschreibung | Akten-Nr.     | Bild                           |
| ----------------------------- | ------------------------------ | --- | ------------- | ------------------------------ |
| Höch 2 (Standort)             | Wohnhaus eines Vierseithofes   | Zweigeschossiger und traufständiger, teilweise verkleideter Obergeschoss-Blockbau mit vorschießendem Flachsatteldach, 2. Viertel 19. Jahrhundert                                                                                           | D-2-75-133-37 | Wohnhaus eines Vierseithofes   |
| Höch 10 (Standort)            | Bauernhaus eines Vierseithofes | Zweigeschossiger Flachsatteldachbau mit Rauputzgliederung, Quaderung, Bemalung und Schmiedeeisenbalkon, Ende 19. Jahrhundert | D-2-75-133-38 | Bauernhaus eines Vierseithofes |
| Höch 36 (Standort)            | Bauernhaus eines Vierseithofes | Zweigeschossiger und traufständiger, teilweise versteinerter Blockbau mit vorschießendem Flachsatteldach, verschindeltem Giebel und Traufschrot, 1. Viertel 19. Jahrhundert Stadel, Ständerbau mit vorkragendem Steildach, bezeichnet 1824 | D-2-75-133-40 | Bauernhaus eines Vierseithofes |
| Höch 37; Nähe Höch (Standort) | Wohnhaus eines Vierseithofes   | Zweigeschossiger Blockbau mit vorschießendem Satteldach und Giebelschrot, 1. Drittel 19. Jahrhundert Torhaus, zweigeschossiger und traufständiger Satteldachbau mit Durchfahrt und offenen Lauben, 1915–18                                 | D-2-75-133-42 | Wohnhaus eines Vierseithofes   |

### Kälberbach
| Lage                    | Objekt                            | Beschreibung | Akten-Nr.     | Bild                              |
| ----------------------- | --------------------------------- | --- | ------------- | --------------------------------- |
| Kälberbach 6 (Standort) | Wohnstallhaus eines Vierseithofes | Wohnteil zweigeschossiger und giebelständiger Blockbau mit vorschießendem Flachsatteldach und Traufschrot, Stallteil in Großbruchstein, mit Ziergiebeln in Backstein über den Türen und eingezogener Außentreppe unter Arkade, bezeichnet 1865 | D-2-75-133-44 | Wohnstallhaus eines Vierseithofes |

### Kopfsberg
| Lage                    | Objekt        | Beschreibung | Akten-Nr.     | Bild          |
| ----------------------- | ------------- | --- | ------------- | ------------- |
| Kopfsberg 16 (Standort) | Wohnstallhaus | Zweigeschossiger und giebelständiger Blockbau mit vorschießendem Flachsatteldach und zweiseitigem Schrot, im Kern noch 18. Jahrhundert, Dach aufgesteilt | D-2-75-133-47 | Wohnstallhaus |

### Kurzeichet
| Lage                           | Objekt                                  | Beschreibung | Akten-Nr.     | Bild                                    |
| ------------------------------ | --------------------------------------- | --- | ------------- | --------------------------------------- |
| Ambrosweg 15 (Standort)        | Einfirsthof (Altbau)                    | Zweigeschossiger, verputzter und teilweise verschindelter Obergeschoss-Blockbau mit vorschießendem Flachsatteldach und Giebelschrot, 1. Hälfte 19. Jahrhundert                                                                                           | D-2-75-133-48 | Einfirsthof (Altbau)                    |
| Eichenweg 3 (Standort)         | Einfirsthof                             | Wohnteil zweigeschossiger und traufständiger Obergeschoss-Blockbau mit vorschießendem Satteldach, im Kern 1. Hälfte 19. Jahrhundert | D-2-75-133-50 | Einfirsthof                             |
| Eichetstraße 36 (Standort)     | Hakenhof                                | Wohnteil zweigeschossiger Blockbau mit vorschießendem Satteldach und Giebelbalkon, 1. Hälfte 19. Jahrhundert | D-2-75-133-52 | Hakenhof                                |
| Gamperlweg 10, 10 a (Standort) | Wohnhaus eines Vierseithofes            | Zweigeschossiger Obergeschoss-Blockbau mit vorschießendem, flach geneigtem Satteldach und dreiseitigem Schrot, 1. Drittel 19. Jahrhundert | D-2-75-133-53 | Wohnhaus eines Vierseithofes            |
| Hasengasse (Standort)          | Kleine Wegkapelle                       | Giebelständiger Satteldachbau mit Dachreiter und stichbogigem Eingang, 19./20. Jahrhundert | D-2-75-133-55 | Kleine Wegkapelle                       |
| Hasengasse 1 (Standort)        | Ehemals Hakenhof                        | Wohnteil zweigeschossiger und traufständiger, verputzter und verschalter Blockbau mit vorschießendem Flachsatteldach und Traufschrot, 1. Hälfte 19. Jahrhundert, Dach aufgesteilt                                                                        | D-2-75-133-54 | Ehemals Hakenhof                        |
| Striglerweg 9 (Standort)       | Wohnhaus eines Vierseithofes            | Zweigeschossiger, verschalter Obergeschoss-Blockbau mit vorschießendem Satteldach und Kniestock, im Kern 1. Hälfte 19. Jahrhundert, Dach später Stallstadel mit Traidkasten im teilweise verschaltem Blockbau-Obergeschoss und Traufschrot, gleichzeitig | D-2-75-133-59 | Wohnhaus eines Vierseithofes            |
| Striglerweg 10 (Standort)      | Wohnhaus eines ehemaligen Vierseithofes | Zweigeschossiger und verschalter Obergeschoss-Blockbau mit Flachsatteldach, Ende 18. Jahrhundert | D-2-75-133-60 | Wohnhaus eines ehemaligen Vierseithofes |

### Neukirchen am Inn
| Lage                          | Objekt                                          | Beschreibung | Akten-Nr.     | Bild                         |
| ----------------------------- | ----------------------------------------------- | --- | ------------- | ---------------------------- |
| Bergstraße 30 (Standort)      | Dreiseithof                                     | Anfang 19. Jahrhundert Wohnhaus, zweigeschossiger und traufständiger, teilweise verschindelter Blockbau mit vorschießendem Flachsatteldach und Traufschrot, Dach später Remise, zweigeschossiger Ständerbau mit Satteldach und ehemaligem Traidboden Stallstadel, zweigeschossiger Satteldachbau mit Ziergiebeln über den korbbogigen Türen, zum Teil Hausteinmauerwerk. | D-2-75-133-63 | Dreiseithof                  |
| Blumenthalstraße 2 (Standort) | Pfarrhaus                                       | Zweigeschossiger Walmdachbau mit Putzgliederungen, frühklassizistisch, 1785 | D-2-75-133-62 | Pfarrhaus                    |
| Hauptstraße 32 (Standort)     | Wohnhaus eines Dreiseithofes                    | Zweigeschossiger und traufständiger Steildachbau, teilweise mit Blockbau-Obergeschoss, 1. Hälfte 18. Jahrhundert Stallstadel, giebelständiger Frackdachbau mit Blockbau- und Bruchsteinwänden, 2. Hälfte 18. Jahrhundert | D-2-75-133-69 | Wohnhaus eines Dreiseithofes |
| Hauptstraße 45 (Standort)     | Bauernhaus                                      | Zweigeschossiger und giebelständiger Blockbau mit vorschießendem Satteldach und Giebelschrot, Ende 18. Jahrhundert | D-2-75-133-70 | Bauernhaus                   |
| Hauptstraße 47 (Standort)     | Stallstadel mit Traidboden                      | Zweigeschossiger, teilweise verschindelter Obergeschoss-Blockbau mit Satteldach und überdachtem Traufschrot, wohl 1. Drittel 19. Jahrhundert | D-2-75-133-71 | Stallstadel mit Traidboden   |
| Jochamstraße 2 (Standort)     | Mittertennhaus                                  | Stattlicher zweigeschossiger und traufständiger Satteldachbau mit verschaltem Blockbau-Obergeschoss und Giebelschrot, 1. Hälfte 18. Jahrhundert, Dach später | D-2-75-133-72 | Mittertennhaus               |
| Kirchplatz 5 (Standort)       | Katholische Pfarrkirche St. Johannes der Täufer | Wandpfeilerbau mit eingezogenem Polygonalchor, Flankenturm und offener Vorhalle, Turm nach 1297, Chor 1. Hälfte 15. Jahrhundert, Langhaus bezeichnet 1488, Einwölbung Anfang 16. Jahrhundert, 1899 Regotisierung; mit Ausstattung | D-2-75-133-61 | weitere Bilder               |
| Schulstraße 31 (Standort)     | Wohnhaus eines Vierseithofes                    | Zweigeschossiger, teilweise versteinerter Blockbau mit vorschießendem Satteldach und Giebelbalkon, 18./19. Jahrhundert | D-2-75-133-75 | Wohnhaus eines Vierseithofes |
| Schulstraße 35 (Standort)     | Wohnhaus eines Vierseithofes                    | Zweigeschossiger, verschalter Obergeschoss-Blockbau mit vorschießendem Flachsatteldach und Giebelschrot, 1. Drittel 19. Jahrhundert | D-2-75-133-74 | Wohnhaus eines Vierseithofes |

### Niederreisching
| Lage                         | Objekt                | Beschreibung | Akten-Nr.     | Bild |
| ---------------------------- | --------------------- | --- | ------------- | ---- |
| Niederreisching 3 (Standort) | Zugehöriger Südflügel | Traidkasten über Remise und Durchfahrt, langgestreckter Obergeschoss-Blockbau mit Satteldach und Traufschrot, 2. Hälfte 18. Jahrhundert | D-2-75-133-76 | BW   |

### Perzl
| Lage                    | Objekt                       | Beschreibung | Akten-Nr.     | Bild                         |
| ----------------------- | ---------------------------- | --- | ------------- | ---------------------------- |
| Königsdobl 4 (Standort) | Wohnhaus eines Vierseithofes | Teilweise versteinerter Blockbau mit vorschießendem Satteldach und Giebelschrot, wohl 1. Drittel 19. Jahrhundert | D-2-75-133-73 | Wohnhaus eines Vierseithofes |

### Pfenningbach
| Lage                       | Objekt             | Beschreibung | Akten-Nr.     | Bild               |
| -------------------------- | ------------------ | --- | ------------- | ------------------ |
| Gärtnerstraße 9 (Standort) | Kleinbauernhaus    | Wohnteil, zweigeschossiger Blockbau mit vorschießendem Flachsatteldach und zwei Giebelschroten, bezeichnet 1835                                                                  | D-2-75-133-77 | Kleinbauernhaus    |
| Hauptstraße 86 (Standort)  | Einfirsthof        | Mittertennhaus, zweigeschossiger und traufständiger Obergeschoss-Blockbau mit Flachsatteldach und Giebelschrot, Anfang 19. Jahrhundert                                           | D-2-75-133-78 | Einfirsthof        |
| Poststraße 1 (Standort)    | Ehemaliger Bahnhof | Eingeschossige Schopfwalmdachbauten mit Polygonalmauerwerk und Backsteingliederungen, 1888 Traufständiges Hauptgebäude, jetzt Wohnhaus Giebelständiges Nebengebäude, jetzt Stall | D-2-75-133-95 | Ehemaliger Bahnhof |

### Reuth
| Lage                             | Objekt                                  | Beschreibung | Akten-Nr.     | Bild                                    |
| -------------------------------- | --------------------------------------- | --- | ------------- | --------------------------------------- |
| Alte Landstraße 32 (Standort)    | Zugehöriger Stallstadel mit Traidkasten | Obergeschoss-Blockbau mit traufseitig vorkragendem Flachsatteldach und Traufschrot, 1. Hälfte 19. Jahrhundert                                   | D-2-75-133-80 | Zugehöriger Stallstadel mit Traidkasten |
| Alte Landstraße 40 (Standort)    | Wohnhaus eines Dreiseithofes            | Zweigeschossiger und giebelständiger Obergeschoss-Blockbau mit vorschießendem Flachsatteldach und langem Traufschrot, 18. Jahrhundert           | D-2-75-133-81 | Wohnhaus eines Dreiseithofes            |
| Schärdinger Straße 69 (Standort) | Wohnhaus eines Dreiseithofes            | Zweigeschossiger und giebelständiger Blockbau mit vorschießendem Flachsatteldach und Brettschindeln, rückwärtiges Erdgeschoss versteinert, 1742 | D-2-75-133-82 | Wohnhaus eines Dreiseithofes            |

### Schmelzing
| Lage                     | Objekt                              | Beschreibung | Akten-Nr.     | Bild                                |
| ------------------------ | ----------------------------------- | --- | ------------- | ----------------------------------- |
| Sailergasse 4 (Standort) | Mitterstallhaus eines Vierseithofes | Wohnteil zweigeschossiger Obergeschoss-Blockbau mit vorschießendem Flachsatteldach und Traufschrot, 1. Hälfte 19. Jahrhundert | D-2-75-133-83 | Mitterstallhaus eines Vierseithofes |
| Sailergasse 8 (Standort) | Zugehöriger Traidkasten             | Zweigeschossiger Ständerbau mit Satteldach, Blockbau-Obergeschoss und Traufschrot, 2. Viertel 19. Jahrhundert                 | D-2-75-133-84 | Zugehöriger Traidkasten             |

### Steinhügel
| Lage                                   | Objekt                                   | Beschreibung | Akten-Nr.     | Bild                                     |
| -------------------------------------- | ---------------------------------------- | --- | ------------- | ---------------------------------------- |
| Steinhügel 11 (Standort)               | Wohnhaus eines ehem. Vierseithofes       | Zweigeschossiger und traufständiger Blockbau mit vorschießendem Flachsatteldach und Traufschrot, 1847 Südflügel mit Stall, Remise und Traidkasten, Obergeschoss-Blockbau mit Frackdach und Traufschrot, 18./19. Jahrhundert | D-2-75-133-90 | Wohnhaus eines ehem. Vierseithofes       |
| Steinhügel 8;Steinhügel 8 a (Standort) | Grenzstein                               | rundbogig, auf dreieckigem Fußteil, bezeichnet 1816. | D-2-75-133-91 | Grenzstein                               |
| Steinhügel 2 (Standort)                | Einfirsthof                              | Zweigeschossiger, zum Teil verschalter und verschindelter Blockbau mit vorschießendem Flachsatteldach, 1. Hälfte 19. Jahrhundert                                                                                            | D-2-75-133-85 | Einfirsthof                              |
| Steinhügel 5 (Standort)                | Wohnhaus eines Vierseithofes             | Zweigeschossiger Blockbau mit vorschießendem Satteldach und Giebelschrot, 2. Viertel 19. Jahrhundert, Ausmauerungen im Erdgeschoss später                                                                                   | D-2-75-133-87 | Wohnhaus eines Vierseithofes             |
| Steinhügel 12 (Standort)               | Zugehöriger obergeschossiger Traidkasten | Mit Bruchsteinsockel, vorschießendem Flachsatteldach, Traufschrot und geschnitzten Säulen, Anfang 19. Jahrhundert | D-2-75-133-89 | Zugehöriger obergeschossiger Traidkasten |

### Straß
| Lage                          | Objekt      | Beschreibung | Akten-Nr.     | Bild           |
| ----------------------------- | ----------- | --- | ------------- | -------------- |
| Alter Steig 15 (Standort)     | Vierseithof | Wohnhaus, zweigeschossiger Blockbau mit flach geneigtem Satteldach und Giebelschrot, 1775 Gesindehaus mit Stall, zweigeschossiger und verputzter Ziegelbau mit Schopfwalmdach, bezeichnet 1819 Stadl mit Stall, Mauerwerksbau mit hohem Satteldach, Anfang 19. Jahrhundert, im Kern älter Remise, Fachwerkkonstruktion mit Ziegelausfachung auf Natursteinsockel, 1924 | D-2-75-133-92 | Vierseithof    |
| Passauer Straße 58 (Standort) | Schloss     | Zweigeschossiger Walmdachbau mit Mittelrisalit, Säulenvorfahrt und Altane, klassizistisch, 1792–1794 | D-2-75-133-93 | weitere Bilder |
| Passauer Straße 70 (Standort) | Einfirsthof | Zweigeschossiger und traufständiger Flachsatteldachbau mit Blockbau-Obergeschoss und Giebelschrot, 2. Hälfte 18. Jahrhundert | D-2-75-133-94 | Einfirsthof    |

### Untereichet
| Lage                  | Objekt                       | Beschreibung | Akten-Nr.     | Bild                         |
| --------------------- | ---------------------------- | --- | ------------- | ---------------------------- |
| Amselweg 5 (Standort) | Wohnhaus eines Vierseithofes | Zweigeschossiger und giebelständiger, teilweise versteinerter Blockbau mit vorschießendem Satteldach und Traufbalkon, Giebelseite verbrettert, 2. Viertel 19. Jahrhundert | D-2-75-133-49 | Wohnhaus eines Vierseithofes |

## Ehemalige Baudenkmäler
In diesem Abschnitt sind Objekte aufgeführt, die früher einmal in der Denkmalliste eingetragen waren, jetzt aber nicht mehr. Objekte, die in anderem Zusammenhang also z. B. als Teil eines Baudenkmals weiter eingetragen sind, sollen hier nicht aufgeführt werden. Aktennummern in diesem Abschnitt sind ehemalige, jetzt nicht mehr gültige Aktennummern.

| Lage                                             | Objekt                                     | Beschreibung                                                                                | Akten-Nr.     | Bild          |
| ------------------------------------------------ | ------------------------------------------ | ------------------------------------------------------------------------------------------- | ------------- | ------------- |
| Neuburg Eichetstraße 15 (Standort)               | Stattliches Bauernhaus eines Vierseithofes | zum Teil offener Blockbau Ende 18. Jahrhundert                                              | D-2-75-133-51 | BW            |
| Dobl 7 (Standort)                                | Einfirsthof                                | am Obergeschoss zum Teil verschalter Blockbau, Kern 1. Hälfte 19. Jahrhundert               | D-2-75-133-18 | BW            |
| Fürstdobl 16 (Standort)                          | Einfirsthof                                | massiv erweiterter Blockbau mit Giebelschrot, Ende 18. Jahrhundert                          | D-2-75-133-28 | BW            |
| Fürstdobl alte Haus-Nr. 24 ()                    | Bauernhaus (Altbau)                        | mit Blockbau-Obergeschoss, ursprünglichen Fenstern und Giebelschrot, Anfang 19. Jahrhundert | D-2-75-133-29 |               |
| Grünet 2 (Standort)                              | Wohnhaus eines Vierseithofes               | mit Blockbau-Obergeschoss und mittelsteilem Giebel, Mitte 19. Jahrhundert                   | D-2-75-133-66 | BW            |
| Grünet 7 (Standort)                              | Wohnhaus eines Vierseithofes               | Blockbau, 1. Hälfte 19. Jahrhundert                                                         | D-2-75-133-32 | BW            |
| Grünet 25 (Standort)                             | Traidkasten                                | mit Traufschrot und Durchfahrt, Anfang 19. Jahrhundert                                      | D-2-75-133-35 | BW            |
| Höch 18 (Standort)                               | Wohnhaus eines Dreiseithofes               | zum Teil ausgebauter Blockbau, 1. Hälfte 19. Jahrhundert                                    | D-2-75-133-39 | BW            |
| Höch 38 (Standort)                               | Mittertennbau                              | Blockbau mit Flachdach, bezeichnet 1845.                                                    | D-2-75-133-41 | Mittertennbau |
| Kälberbach 5 (Standort)                          | Wohnhaus eines Vierseithofes               | mit Blockbau-Obergeschoss und mittelsteilem Dach, Mitte 19. Jahrhundert                     | D-2-75-133-43 | BW            |
| Kälberbach 7 (Standort)                          | Altbau eines Vierseithofes                 | teilverschindelter Blockbau, 1. Hälfte 19. Jahrhundert                                      | D-2-75-133-45 | BW            |
| Kopfsberg 8 (Standort)                           | Traidkasten                                | traufseitiger Traidkasten mit Schrot, 2. Viertel 19. Jahrhundert                            | D-2-75-133-46 | BW            |
| Kurzeichet Sonnenweg 10 (Standort)               | Mittertennbau                              | Teilblockbau mit Giebelschrot, 1. Hälfte 19. Jahrhundert                                    | D-2-75-133-58 | BW            |
| Kurzeichet Hochstraße 14 (Standort)              | Einfirsthof                                | Teilblockbau, Mitte 19. Jahrhundert                                                         | D-2-75-133-56 | BW            |
| Neukirchen am Inn Hauptstraße 11 (Standort)      | Wohnhaus                                   | mit Traufschrot und Flachdach, zum Teil verputzter Blockbau, 2. Hälfte 18. Jahrhundert      | D-2-75-133-68 | BW            |
| Pfenningbach Pfenningbacher Straße 14 (Standort) | Wohnhaus (Altbau)                          | Blockbau mit Flachdach und Giebelschrot, bezeichnet 1837.                                   | D-2-75-133-79 | BW            |
| Steinhügel 4 (Standort)                          | Wohnhaus eines Vierseithofes               | teilverschalter Blockbau, Mitte 19. Jahrhundert                                             | D-2-75-133-86 | BW            |
| Steinhügel 10 (Standort)                         | Wohnhaus eines Vierseithofes               | mit Blockbau-Obergeschoss, Flachdach, Giebelschroten, 1. Drittel 19. Jahrhundert            | D-2-75-133-88 | BW            |

## Abgegangene Baudenkmäler
In diesem Abschnitt sind Objekte aufgeführt, die früher einmal in der Denkmalliste eingetragen waren, jetzt aber nicht mehr existieren, z. B. weil sie abgebrochen wurden. Aktennummern in diesem Abschnitt sind ehemalige, jetzt nicht mehr gültige Aktennummern.

| Lage                                       | Objekt   | Beschreibung                                                          | Akten-Nr.     | Bild |
| ------------------------------------------ | -------- | --------------------------------------------------------------------- | ------------- | ---- |
| Neukirchen am Inn Hauptstraße 9 (Standort) | Wohnhaus | teilverbretterter Blockbau, Mitte 19. Jahrhundert, im Unterbau älter. | D-2-75-133-67 | BW   |